# Folsomides xerophilus
Folsomides xerophilus är en urinsektsart som beskrevs av Fjellberg 1993. Folsomides xerophilus ingår i släktet Folsomides och familjen Isotomidae. Inga underarter finns listade i Catalogue of Life.